# Прадимецо (Белуно)
Прадимецо (итал. Pradimezzo) је насеље у Италији у округу Белуно, региону Венето.
Према процени из 2011. у насељу је живело 34 становника. Насеље се налази на надморској висини од 864 м.